# Anilio
Anilio (Grieks: Ανήλιο, letterlijk "zonder zon") is een dorp in de gemeente Zagora-Mouresi, gemeentelijke eenheid Mouresi in het oostelijke deel van Magnesia, Thessalië, Griekenland. Het is gelegen op 296 meter hoogte op de beboste oostelijke helling van het Piliogebergte, 2 km van de kust van de Egeïsche Zee.
De bevolking van het dorp telde in 2011 355 mensen en van de gemeentelijke eenheid 382 mensen (inclusief het dorp Plaka).
Anilio ligt 1,5 km ten noordwesten van Agios Dimitrios, 1,5 km ten zuidoosten van Makryrrachi, 4 km ten zuidoosten van Zagora en ongeveer 18 km ten oosten van de stad Volos. (Hoofdstad van Magnesia).

## Inwoners
| Jaar | Inwoners |
| ---- | -------- |
| 1981 | 480      |
| 1991 | 356      |
| 2001 | 408      |
| 2011 | 355      |